# Ronneby Station
Ronneby station er en jernbanestation, der ligger i Ronneby i Blekinge i Sverige. Fra Ronneby station kører der øresundstog til Helsingør og til Karlskrona.
56°12′25″N 15°16′59″Ø / 56.206985°N 15.283052°Ø
| Jernbane | Spire Denne jernbaneartikel er en spire som bør udbygges. Du er velkommen til at hjælpe Wikipedia ved at udvide den. |